# Hexatoma mitra
Hexatoma mitra är en tvåvingeart som beskrevs av Alexander 1962. Hexatoma mitra ingår i släktet Hexatoma och familjen småharkrankar. Inga underarter finns listade i Catalogue of Life.